# Petr Kop
Petr Kop, född 15 februari 1937 i Prag, död 27 januari 2017 i Prag, var en tjeckoslovakisk volleybollspelare.
Kop blev olympisk silvermedaljör i volleyboll vid sommarspelen 1964 i Tokyo.